# Frunévetmab
Le frunévetmab est un anticorps monoclonal recombinant qui inhibe l'activité du facteur de croissance nerveuse (NGF), médiateur de la signalisation de la douleur et de la croissance nerveuse. Cette molécule est indiquée dans le traitement de l'arthrose féline.
La société Zoetis a obtenu en février 2021 de l'Union européenne une autorisation de mise sur le marché (AMM) pour un médicament destiné aux chats, le Solensia dont le principe actif est le frunévetmab. Ce médicament se présente sous la forme d'une solution injectable par voie sous-cutanée. Le traitement consiste en une injection mensuelle.
Selon une étude d'avril 2021, l'administration de frunevetmab  entraîne une très faible incidence d'immunogénicité liée au traitement, sans aucun résultat d’innocuité et un effet minimal sur l’exposition et l’efficacité du médicament.